# Ophrys rauschertii
Ophrys rauschertii är en orkidéart som beskrevs av Horst Kümpel. Ophrys rauschertii ingår i ofryssläktet, och familjen orkidéer. Inga underarter finns listade i Catalogue of Life.